# Bicicleta e Melancia (2.ª temporada)
A segunda temporada de Bicicleta e Melancia foi exibida entre 5 de setembro de 2011 e 5 de outubro de 2011 pelo canal pago Multishow, tendo sido escrita por Rodrigo Nogueira e dirigida por Jorge Nassaralla.

## Sinopse
Diana e Marco, os personagens protagonistas da série, se apaixonam, mas são totalmente diferentes um do outro e possuem dificuldade para superar essas diferenças ao longo da trama. Enquanto Diana é mais culta, Marco gosta de surfar e levar a vida sem muito compromisso.

## Elenco
Alguns personagens não retornaram para a segunda temporada, pois os atores escalados decidiram atuar em outros projetos. 

### Principal
| Ator          | Personagem |
| ------------- | ---------- |
| Daniel Dalcin | Marco      |
| Vitória Frate | Diana      |
| Igor Cosso    | Cláudio    |
| Tayana Dantas | Samara     |
| Nina Morena   | Tânia      |